# Hiroaki Hiraoka (judoka)
Hiroaki Hiraoka (Japans: 平岡 拓晃) (Hiroshima, 6 februari 1985) is een Japans judoka, die zijn vaderland driemaal op rij vertegenwoordigde bij de Olympische Spelen: in 2008 (Peking), 2012 (Londen) en 2016 (Rio de Janeiro). Hij won op zaterdag 28 juli 2012 de zilveren medaille bij de Olympische Spelen van 2012. In de klasse tot 60 kilogram verloor hij in de finale van de Russisch-Armeense judoka Arsen Galstjan, die hem na 41 seconden versloeg op ippon. Vier jaar eerder was hij in de eerste ronde van dezelfde gewichtsklasse uitgeschakeld door de Amerikaan Taraje Williams-Murray op koka.

## Erelijst

### Olympische Spelen
- – 2012 Londen, Verenigd Koninkrijk (– 60 kg)

### Wereldkampioenschappen
- – 2009 Rotterdam, Nederland (– 60 kg)
- – 2010 Tokio, Japan (– 60 kg)
- – 2011 Parijs, Frankrijk (– 60 kg)

### Aziatische Spelen
- – 2010 Guangzhou, China (– 60 kg)

### Aziatische kampioenschappen
- – 2008 Jeju, Zuid-Korea (– 60 kg)